# Teseo (Händel)

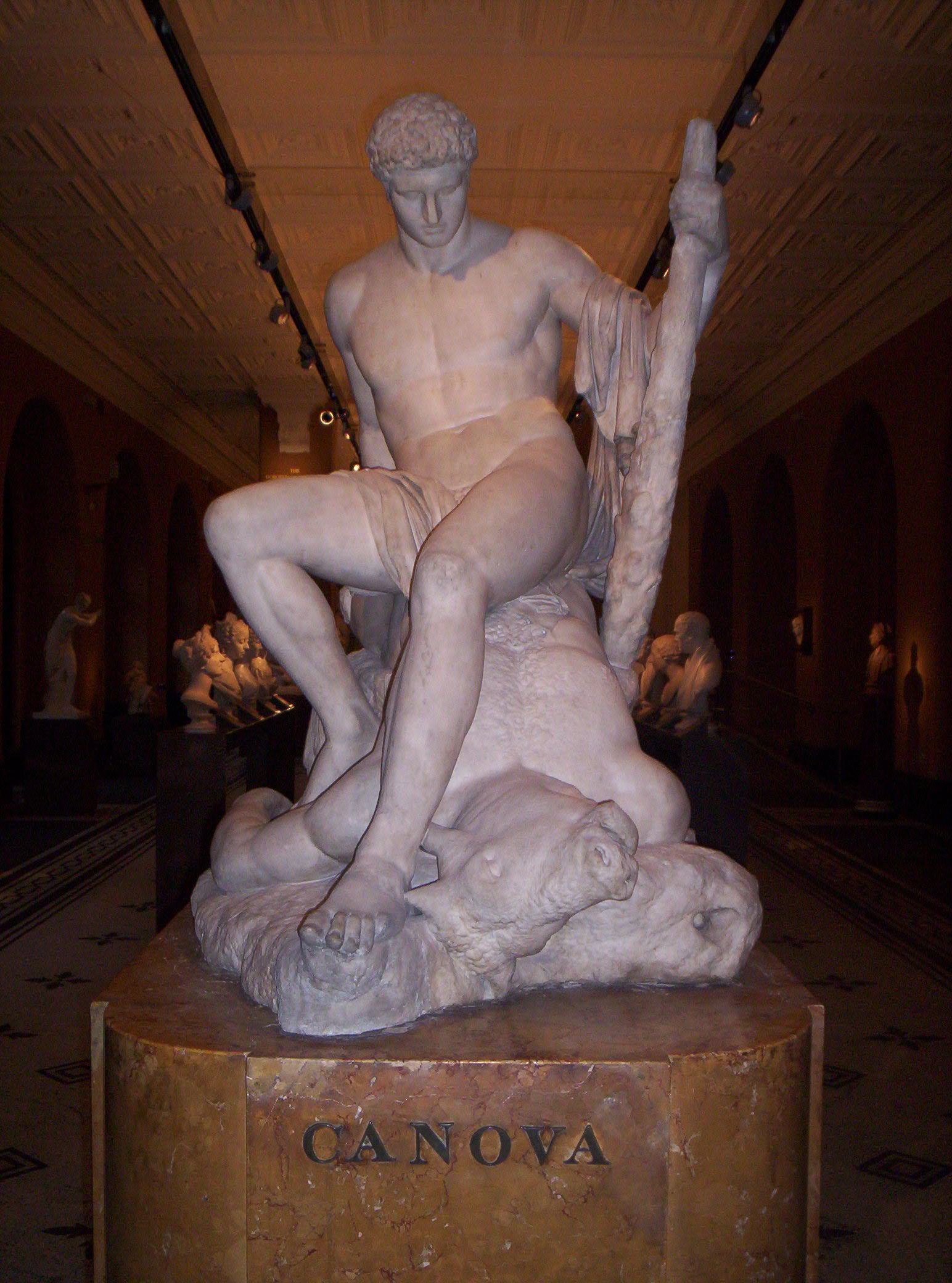
Teseo e il Minotauro

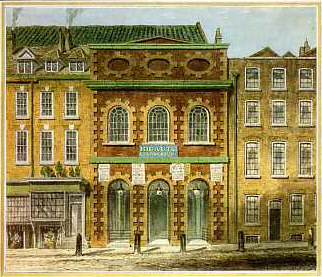
Il Queen's Theatre, Londra, dove Teseo fu eseguito la prima volta

Teseo ("Theseus", HWV 9; teˈzɛo) è un'opera seria con musica di Georg Friedrich Händel, L'unica opera di Händel in cinque atti. Il libretto in italiano era di Nicola Francesco Haym, tratto dal Thésée di Philippe Quinault. Fu la terza opera londinese di Händel, destinata a seguire il successo di Rinaldo dopo lo sfortunato esito de Il pastor fido.
Teseo fu eseguito la prima volta il 10 gennaio 1713 e presentava effetti "magici" come draghi volanti, scene di trasformazione e apparizioni e aveva un cast di eccezionali cantanti d'opera italiani. Ebbe un gran successo con il pubblico di Londra e fu replicata tredici volte, nonostante il fatto che la macchina di scena che creava gli effetti "magici" si fosse rotta ed avrebbe avuto un numero ancora maggiore di repliche se non uno dei responsabili del teatro non fosse fuggito con gli incassi.

## Storia delle esecuzioni
La prima dell'opera fu al Queen's Theatre ad Haymarket il 10 gennaio 1713. Fu replicata 12 volte fino al 16 maggio 1713. I cantanti comprendevano i castrati Valeriano Pellegrini e Valentino Urbani. Tra il 1713 e il 1984, ci furono solo due riprese, la prima è l'esecuzione sotto Fritz Lehmann a Göttingen il 29 giugno 1947. Come per tutte le opere serie del periodo barocco, Teseo non fu mai rappresentata per un paio di secoli, ma con la ripresa dell'interesse per la musica barocca ed il nuovo concetto di esecuzioni historically informed performance a partire dal 1960, Teseo, come tutte le opere di Händel, è oggi eseguita in festival e teatri d'opera. Nel 1985, il terzo centenario della nascita di Händel, l'opera fu ripresa tre volte. Tra le altre produzioni, il Festival di Händel ad Halle ha eseguito il lavoro nel 2003, la English Touring Opera ha prodotto Teseo nel mese di ottobre e novembre 2007, e l'Opera di Francoforte realizzò una produzione nel 2013.

## Ruoli

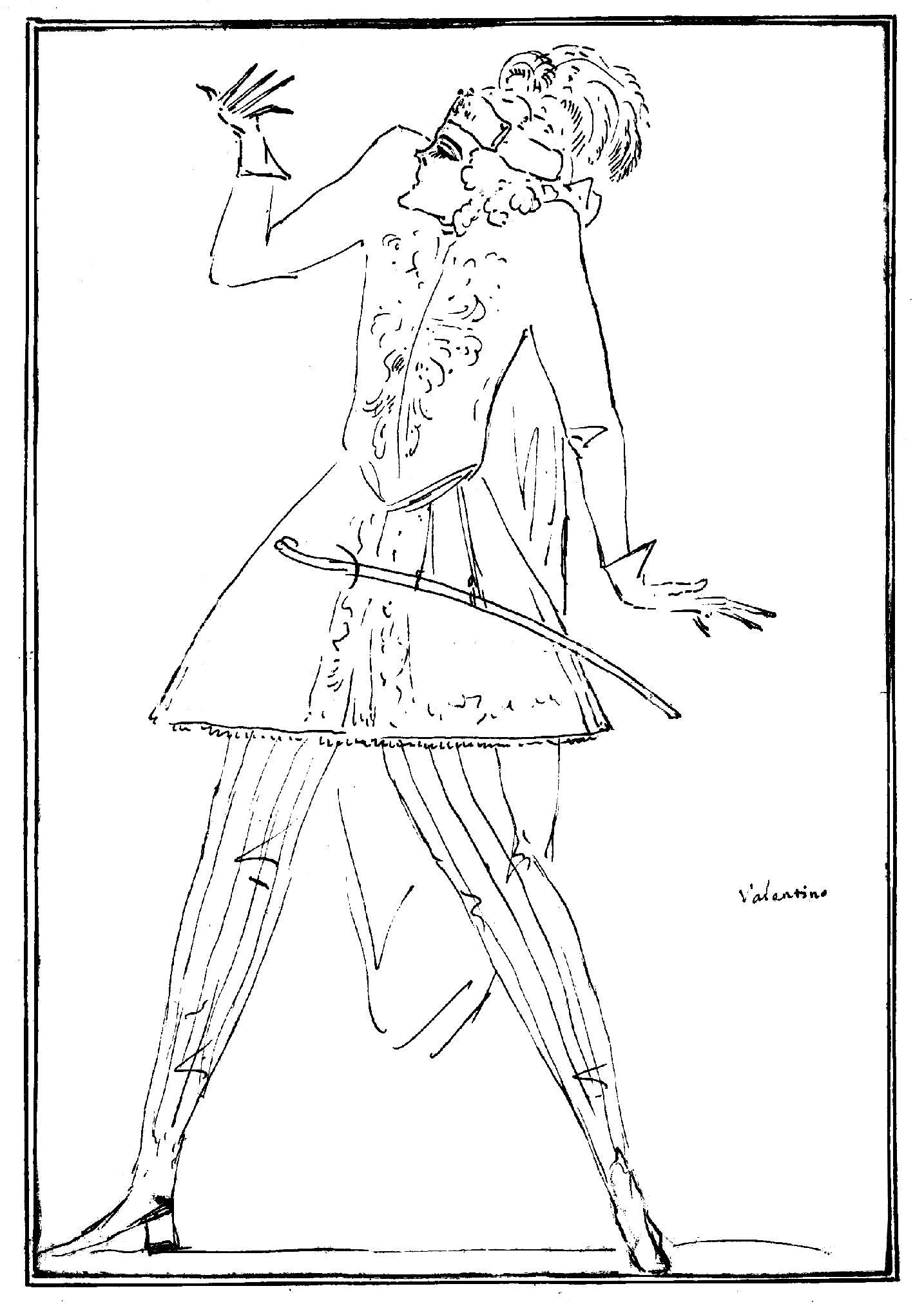
Caricatura di Valentino Urbani, il primo Egeo.

| Ruolo                       | Tipo voce          | Cast della prima, 10 gennaio 1713 |
| --------------------------- | ------------------ | --------------------------------- |
| Teseo (Theseus)             | soprano castrato   | Valeriano Pellegrini              |
| Re Egeo (Aegeus)            | contralto castrato | Valentino Urbani ("Valentini")    |
| Principessa Agilea          | soprano            | Francesca Margherita de L'Épine   |
| Clizia                      | soprano            | Maria Gallia-Saggione             |
| Arcane                      | contralto          | Jane Barbier                      |
| Medea                       | soprano            | Elisabetta Pilotti Schiavonetti   |
| Sacerdote della dea Minerva | basso              | Richard Leveridge                 |

## Trama
Luogo: Atene
Periodo: nell'antichità della mitologia
Il Re Egeo di Atene, anni prima che inizi l'azione, aveva mandato via suo figlio neonato in una terra lontana. Ora, uomo fatto, l'eroe Teseo sta combattendo in nome di Atene, la sua identità come figlio del re è sconosciuta a se stesso e agli altri.

### Atto 1
Come inizia l'opera Teseo è impegnato nella battaglia contro i nemici di Atene. La principessa Agilea, sotto la protezione del re Egeo, esprime preoccupazione per la sicurezza di Teseo, come confida alla sua compagna, la giovinetta Clizia, Agilea è perdutamente innamorata di Teseo. Clizia ha un fidanzato, Arcano, che le promette di amarla per sempre, ma quando lei gli chiede di scoprire ciò che può per la sicurezza di Teseo, diventa geloso.
Gli ateniesi sono stati vittoriosi in battaglia, e il re Egeo dichiara che il suo matrimonio annunciato con Medea, una maga, ora non è più confacente ad un sovrano potente come lui e prenderà la principessa Agilea come sua sposa. Agilea piange il suo destino crudele, poiché non ha alcun desiderio di diventare regina, ma vorrebbe solo la possibilità di sposare l'uomo che ama, Teseo.

### Atto 2
Medea è furiosa per l'umiliazione causatale dal rifiuto del re; si addolsce un po' quando il re viene da lei e le suggerisce di sposare l'eroe Teseo al suo posto, dato che in realtà lei è già innamorata di Teseo.
Arcano, che è geloso di Teseo avendo sbagliato ad interpretare la preoccupazione della fidanzata Clizia per lui, mette in guardia il re di non fidarsi di Teseo che, Arcane insinua, vuole rovesciare Egeo dal trono e prendere il suo posto, ora che è diventato un eroe militare così importante.
Medea nel frattempo insinua il seme della sfiducia nella mente di Tesco; il re è geloso di lui, gli dice Medea e solo lei sa come trattare il Re per dissipare questa brutta sensazione. Teseo dice a Medea che lui ripone la sua fiducia in lei per porre rimedio a questa situazione. Medea, piena di odio, giura vendetta per gli insulti che ha soubito.

### Atto 3
Arcane ha deciso di gettare alle spalle la sua gelosia e chiedere in matrimonio Clizia.
Il Re, saputo che Agilea non è innamorata di lui ma di Teseo, non vuole costringerla a sposarlo e dà il suo consenso a che Agilea e di Teseo siano uniti. Gli innamorati sono felici di questa notizia, ma Medea, insultata e respinta una volta di più, irrompe nella stanza dove Agilea e di Teseo stanno celebrando la loro riunione e, facendo un incantesimo, cambia la scena in un deserto pieno di apparizioni terrificanti che portano via Agilea.

### Atto 4

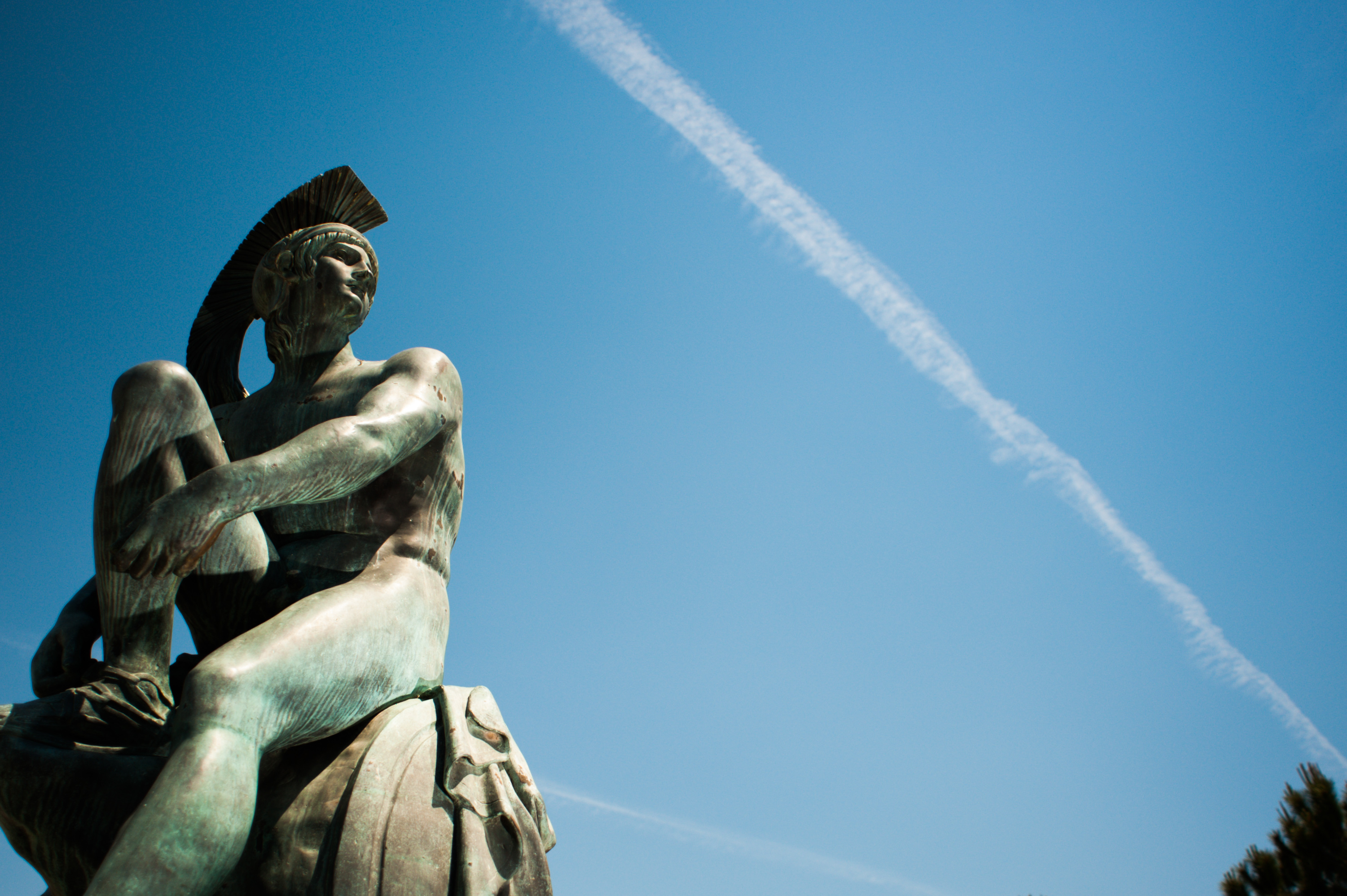
Statua di Teseo, Syntagma Square, Atene

Arcano racconta al Re come la strega Medea ha portato via Agilea. Egeo, inorridito, giura che sarà punita.
Nel regno incantato dove Agilea è prigioniera, Medea le dice che deve accettare di sposare il re, invece di Teseo, oppure l'eroe incontrerà la morte. Medea le mostra una visione di Teseo che dorme, minacciato dagli spettri che vogliono ucciderlo. Agilea si impegna a rinunciare a lui e sposare il re, invece di salvare la vita di Teseo, dopo di che Medea trasforma la scena in un regno paradisiaco dove Teseo sente la voce di Agilea fra le lacrime dirgli che non lo ama più. Il dolore di Agilea commuove Medea, che rassicura gli amanti che non cercherà più di separarli, per la gioia di Teseo e Agilea.

### Atto 5
La simpatia di Medea per l'amore di Teseo e Agilea non durò a lungo; ancora una volta tormentata dalla gelosia, ha convinto il re che Teseo è una minaccia al suo trono e dà un veleno al re da mettere in una bevanda di Teseo.
Teseo e Agilea entrano con i loro amici, per celebrare il loro matrimonio. Il re offre da bere a tutti per festeggiare la loro felicità e porge a Teseo la bevanda avvelenata per scambiare in brindisi con lui. Teseo sguaina la spada per giurare la sua fedeltà al re e sta per bere la bevanda avvelenata quando il re riconosce la spada come quella che aveva mandato lontano tanti anni prima con suo figlio neonato in modo da poterlo riconoscere quando fosse cresciuto.
Il Re scaglia via la coppa dalle mani di Teseo e lo abbraccia come suo figlio. Non solo Teseo e Agilea ora vivono nella felicità coniugale, ma anche Arcane e Clizia possono sposarsi.
Medea, infuriata, appare su un carro volante trainato da draghi che sputano fuoco. Giurando vendetta, lei ordina ai draghi di mandare a fuoco il palazzo, ma la dea Minerva discende dal cielo, bandisce Medea, e benedice il Re, le due coppie di amanti, e Atene.

## Contesto e analisi

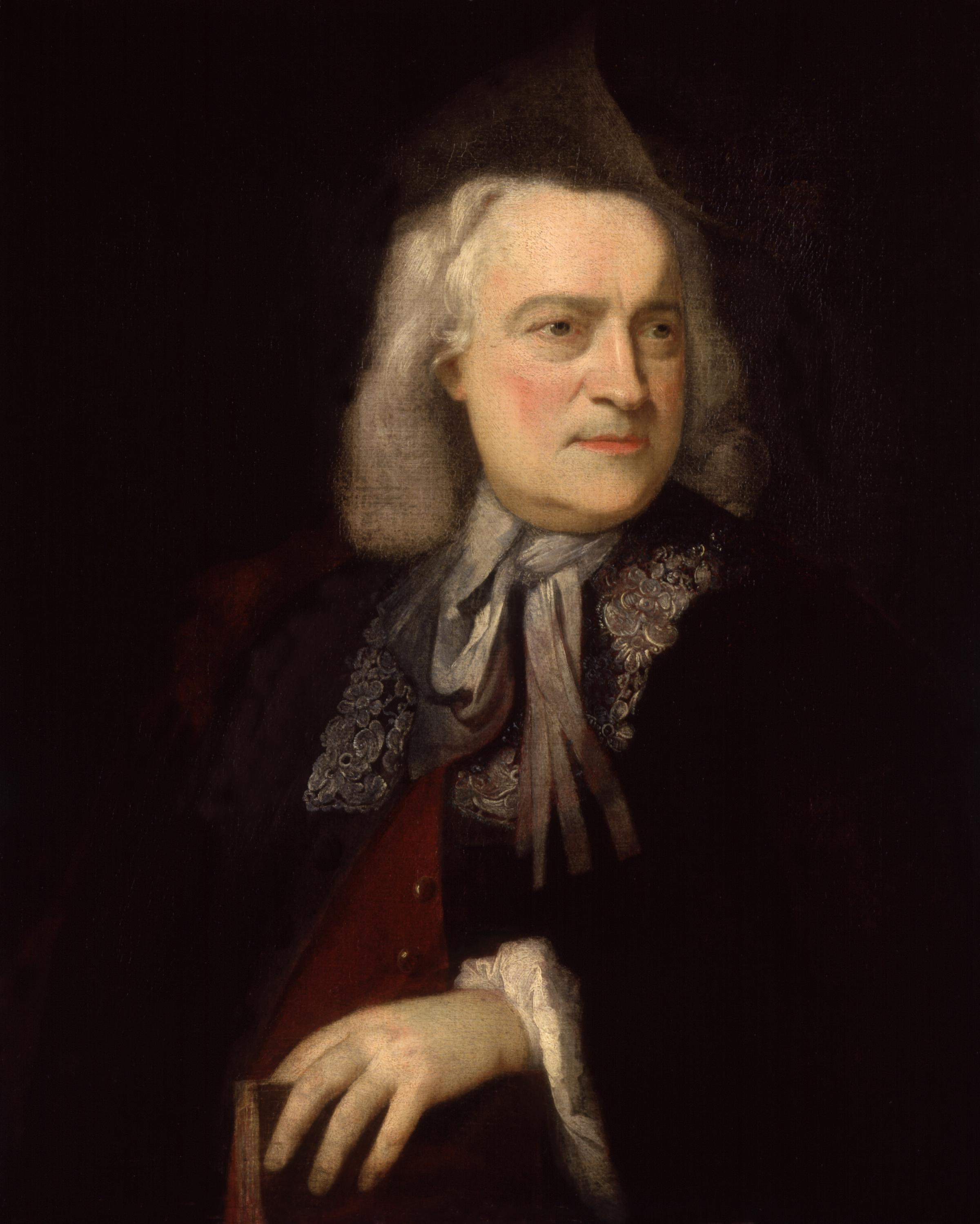
Owen Swiny di Peter van Bleeck, 1737 (National Portrait Gallery)

Händel di origine tedesca, dopo aver trascorso un po' della sua carriera giovanile componendo opere e altri pezzi in Italia, si stabilì a Londra, dove nel 1711 aveva portato l'opera italiana per la prima volta con la sua opera Rinaldo. Un grande successo, Rinaldo provocò una mania a Londra per l'opera seria italiana, una forma concentrata prevalentemente sulle arie solistiche per le star, i virtuosi del bel canto.
Rinaldo, un'opera "magica", che rappresentava incantesimi, stregoni e ingegnosità sceniche, era stata seguita da Il Pastor Fido, un'opera più breve e più semplice, che non fu un successo con il pubblico di Londra alle sue prime esecuzioni. Händel perciò con Teseo tornò alla forma "magica", utilizzando, per la prima e unica volta nelle sue molte opere, una struttura in cinque atti invece dei soliti tre e deviando dalla convenzione dell'opera seria italiana che i cantanti eseguivano la loro aria e poi lasciavano il palcoscenico. Queste differenze sono dovute al fatto che Teseo utilizza un adattamento di un libretto francese scritto da Philippe Quinault per il Thésée di Jean-Baptiste Lully, presentato a Parigi nel 1675.
Dopo la seconda esecuzione il direttore del teatro Owen Swiny rubò l'incasso e scomparve, lasciando i musicisti senza paga. I cantanti però decisero di continuare ugualmente, suddividendo fra di loro profitti e perdite. Händel non sembra aver portato rancore contro Swiny, che poi operò come agente per i cantanti lirici italiani nelle opere di Händel Londra.

I macchinari di scena per gli effetti speciali "magici" non sempre funzionavano senza intoppi, come si può vedere da un avviso messo in un giornale di Londra il 24 gennaio:
Teseo ha una ricca orchestrazione, con i soliti archi, oboi, fagotti e basso continuo gli strumenti per l'orchestra d'opera di Händel potenziati da flauti e trombe. La cantante Elisabetta Pilotti Schiavonetti nel ruolo di Medea, specializzata nella riproduzione di maghe e per la quale Händel aveva scritto la parte analoga della Armida in Rinaldo e in seguito il ruolo di Melissa in Amadigi di Gaula, è stata la star dello spettacolo e la musica di Händel distingue tra il suo personaggio vendicativo e quello dell'altra principale parte femminile, la dolce principessa Agilea.

Il musicologo del XVIII secolo Charles Burney ha scritto dei recitativi accompagnati per Medea:

## Registrazioni

### Registrazioni audio
| Anno | Cast: Teseo, Medea, Egeo, Agilea Clizia, Arcane                                                        | Direttore, orchestra                        | Etichetta                         |
| ---- | --- | ------------------------------------------- | --------------------------------- |
| 1992 | Eirian James, Della Jones, Derek Lee Ragin, Julia Gooding, Catherine Napoli, Jeffrey Gall              | Marc Minkowski, Les Musiciens du Louvre     | Audio CD:Erato, Cat: 2292 45806-2 |
| 2009 | Franco Fagioli, Helene Schneiderman, Kai Wessel, Jutta Maria Böhnert, Olga Polyakova, Matthias Rexroth | Konrad Junghänel, Staatsorchester Stuttgart | Audio CD:Carus, Cat:83437         |

### Registrazioni video
| Year | Cast: Teseo, Medea, Egeo, Agilea Clizia, Arcane                                                                  | Conductor, orchestra                  | Producer    | Label                           |
| ---- | --- | ------------------------------------- | ----------- | ------------------------------- |
| 2004 | Jacek Laszczkowski, Maria Riccarda Wesseling, Martin Wölfel, Sharon Rostorf-Zamir, Miriam Meyer, Thomas Diestler | Wolfgang Katschner, Lautten Compagney | Axel Köhler | DVD:Arthaus Musik, Cat: 100 708 |